# Foveosculum superior
Foveosculum superior là một loài tò vò trong họ Ichneumonidae.